# Vézénobres
Vézénobres es una población y comuna francesa, situada en la región de Languedoc-Rosellón, departamento de Gard, en el distrito de Alès y cantón de Vézénobres.

## Demografía
| 865 | 914 | 1056 | 1092 | 1312 | 1391 |
| Para los censos de 1962 a 1999 la población legal corresponde a la población sin duplicidades (Fuente: INSEE [Consultar]) |     |      |      |      |      |